# Hilmer Motorsport
Hilmer Motorsport es una escudería alemana fundada en 2013 por Franz Hilmer. El equipo compitió en la GP2 Series, debutó en 2013 reemplazando a Ocean Racing Technology, se retiró de la categoría en el 2015.

## Resultados

### GP2 Series
(Clave) (negrita indica pole position) (cursiva indica vuelta rápida puntuable)

| Año  | Chasis                                 | Neu. | N.º | Pilotos             | 1   | 1   | 2   | 2   | 3   | 3   | 4   | 4   | 5   | 5   | 6   | 6   | 7   | 7   | 8   | 8   | 9   | 9   | 10  | 10  | 11  | 11  | Puntos | Pos. | Ref.  |
| ---- | -------------------------------------- | ---- | --- | ------------------- | --- | --- | --- | --- | --- | --- | --- | --- | --- | --- | --- | --- | --- | --- | --- | --- | --- | --- | --- | --- | --- | --- | ------ | ---- | ----- |
| 2013 | Dallara GP2/11 Mecachrome V8108 GP2 V8 | P    |     |                     | KUA | KUA | SAK | SAK | BAR | BAR | MON | MON | SIL | SIL | NÜR | NÜR | BUD | BUD | SPA | SPA | MNZ | MNZ | SIN | SIN | YMC | YMC | 155    | 6.º  | [ 2 ] |
| 2013 | Dallara GP2/11 Mecachrome V8108 GP2 V8 | P    | 22  | Conor Daly          | 13  | 7   |     |     |     |     |     |     |     |     |     |     |     |     |     |     |     |     |     |     |     |     | 155    | 6.º  | [ 2 ] |
| 2013 | Dallara GP2/11 Mecachrome V8108 GP2 V8 | P    | 22  | Robin Frijns        |     |     | 21  | 23  | 1   | 2   | Ret | 15  | 13  | Ret | 6   | Ret |     |     |     |     |     |     |     |     |     |     | 155    | 6.º  | [ 2 ] |
| 2013 | Dallara GP2/11 Mecachrome V8108 GP2 V8 | P    | 22  | Adrian Quaife-Hobbs |     |     |     |     |     |     |     |     |     |     |     |     | 18  | Ret | 10  | 3   | 7   | 1   | 22  | 8   | 11  | 21† | 155    | 6.º  | [ 2 ] |
| 2013 | Dallara GP2/11 Mecachrome V8108 GP2 V8 | P    | 23  | Pål Varhaug         | 15  | 19  | Ret | 21  |     |     |     |     |     |     |     |     |     |     |     |     |     |     |     |     |     |     | 155    | 6.º  | [ 2 ] |
| 2013 | Dallara GP2/11 Mecachrome V8108 GP2 V8 | P    | 23  | Jon Lancaster       |     |     |     |     | 3   | 10  | 12  | 17  | 5   | 1   | 7   | 1   | 23  | 18  |     |     | 13  | 17  | 9   | 5   | Ret | Ret | 155    | 6.º  | [ 2 ] |
| 2013 | Dallara GP2/11 Mecachrome V8108 GP2 V8 | P    | 23  | Robin Frijns        |     |     |     |     |     |     |     |     |     |     |     |     |     |     | 9   | Ret |     |     |     |     |     |     | 155    | 6.º  | [ 2 ] |
| 2014 | Dallara GP2/11 Mecachrome V8108 GP2 V8 | P    |     |                     | SAK | SAK | BAR | BAR | MON | MON | SPI | SPI | SIL | SIL | HOC | HOC | BUD | BUD | SPA | SPA | MNZ | MNZ | SOC | SOC | YMC | YMC | 33     | 12.º | [ 3 ] |
| 2014 | Dallara GP2/11 Mecachrome V8108 GP2 V8 | P    | 11  | Daniel Abt          | 13  | 13  | Ret | 12  | Ret | 17  | 17  | 23  | 10  | 11  | 20  | 15  | 5   | 5   | 8   | 5   | Ret | 10  | Ret | 13  |     |     | 33     | 12.º | [ 3 ] |
| 2014 | Dallara GP2/11 Mecachrome V8108 GP2 V8 | P    | 11  | Nicholas Latifi     |     |     |     |     |     |     |     |     |     |     |     |     |     |     |     |     |     |     |     |     | 22  | 17  | 33     | 12.º | [ 3 ] |
| 2014 | Dallara GP2/11 Mecachrome V8108 GP2 V8 | P    | 12  | Facundo Regalia     | Ret | 20  | Ret | 17  | Ret | 21  | Ret | 24  |     |     |     |     |     |     |     |     |     |     |     |     |     |     | 33     | 12.º | [ 3 ] |
| 2014 | Dallara GP2/11 Mecachrome V8108 GP2 V8 | P    | 12  | Jon Lancaster       |     |     |     |     |     |     |     |     | 22  | 13  | Ret | 5   | 17  | 16  | 19  | Ret | 11  | 15  | 12  | 16  | 18  | 14  | 33     | 12.º | [ 3 ] |
| 2015 | Dallara GP2/11 Mecachrome V8108 GP2 V8 | P    |     |                     | SAK | SAK | BAR | BAR | MON | MON | SPI | SPI | SIL | SIL | BUD | BUD | SPA | SPA | MNZ | MNZ | SOC | SOC | SAK | SAK | YMC | YMC | 19     | 13.º | [ 4 ] |
| 2015 | Dallara GP2/11 Mecachrome V8108 GP2 V8 | P    | 24  | Nick Yelloly        |     |     | Ret | 14  | 10  | 9   | 8   | Ret | 7   | 5   | Ret | 17  | Ret | 17  |     |     |     |     |     |     |     |     | 19     | 13.º | [ 4 ] |
| 2015 | Dallara GP2/11 Mecachrome V8108 GP2 V8 | P    | 24  | Simon Trummer       |     |     |     |     |     |     |     |     |     |     |     |     |     |     | 16  | 16  |     |     |     |     |     |     | 19     | 13.º | [ 4 ] |
| 2015 | Dallara GP2/11 Mecachrome V8108 GP2 V8 | P    | 25  | Johnny Cecotto Jr.  |     |     | 21  | Ret | 20  | Ret |     |     |     |     |     |     |     |     |     |     |     |     |     |     |     |     | 19     | 13.º | [ 4 ] |
| 2015 | Dallara GP2/11 Mecachrome V8108 GP2 V8 | P    | 25  | Simon Trummer       |     |     |     |     |     |     | 22  | 18  |     |     |     |     |     |     |     |     |     |     |     |     |     |     | 19     | 13.º | [ 4 ] |
| 2015 | Dallara GP2/11 Mecachrome V8108 GP2 V8 | P    | 25  | Jon Lancaster       |     |     |     |     |     |     |     |     | 16  | 17  |     |     |     |     |     |     |     |     |     |     |     |     | 19     | 13.º | [ 4 ] |
| 2015 | Dallara GP2/11 Mecachrome V8108 GP2 V8 | P    | 25  | Sergio Canamasas    |     |     |     |     |     |     |     |     |     |     | Ret | 16  |     |     |     |     |     |     |     |     |     |     | 19     | 13.º | [ 4 ] |

### GP3 Series
(Clave) (negrita indica pole position) (cursiva indica vuelta rápida puntuable)

| Año  | Chasis                   | Neu. | N.º | Pilotos             | 1   | 1   | 2   | 2   | 3   | 3   | 4   | 4   | 5   | 5   | 6   | 6   | 7   | 7   | 8   | 8   | 9   | 9   | Puntos | Pos. | Ref.  |
| ---- | ------------------------ | ---- | --- | ------------------- | --- | --- | --- | --- | --- | --- | --- | --- | --- | --- | --- | --- | --- | --- | --- | --- | --- | --- | ------ | ---- | ----- |
| 2014 | Dallara GP3/13 AER 3.4 L | P    |     |                     | BAR | BAR | SPI | SPI | SIL | SIL | HOC | HOC | BUD | BUD | SPA | SPA | MNZ | MNZ | SOC | SOC | YMC | YMC | 18     | 8.º  | [ 5 ] |
| 2014 | Dallara GP3/13 AER 3.4 L | P    | 17  | Ivan Taranov        | 22† | 20  |     |     |     |     |     |     |     |     |     |     |     |     |     |     |     |     | 18     | 8.º  | [ 5 ] |
| 2014 | Dallara GP3/13 AER 3.4 L | P    | 17  | Nikolay Martsenko   |     |     | 19  | DNS |     |     |     |     |     |     |     |     |     |     | 19  | Ret |     |     | 18     | 8.º  | [ 5 ] |
| 2014 | Dallara GP3/13 AER 3.4 L | P    | 17  | Sebastian Balthasar |     |     |     |     | 22  | Ret | 24  | 21  | Ret | 17  | 19† | DNS | Ret | DNS |     |     |     |     | 18     | 8.º  | [ 5 ] |
| 2014 | Dallara GP3/13 AER 3.4 L | P    | 18  | Nelson Mason        | 17  | Ret | 14  | 16  | 25  | 12  | 16  | 14  | 19  | 20  | 15  | 10  | Ret | 18  | 15  | DNS | 17  | 18† | 18     | 8.º  | [ 5 ] |
| 2014 | Dallara GP3/13 AER 3.4 L | P    | 19  | Beitske Visser      | 19  | 15  |     |     |     |     |     |     |     |     |     |     |     |     |     |     |     |     | 18     | 8.º  | [ 5 ] |
| 2014 | Dallara GP3/13 AER 3.4 L | P    | 19  | Riccardo Agostini   |     |     | Ret | 11  | 6   | 5   | 9   | 8   | 18  | 19  | 10  | 12  | 15  | 12  | 11  | Ret | 18  | 13  | 18     | 8.º  | [ 5 ] |